# 野井祐一
野井 祐一（のい ゆういち、1967年12月- ）は、日本の警察官僚。埼玉県警察本部長。

## 来歴
東京都出身。1990年早稲田大学教育学部卒業後、警察庁入庁。主に刑事部門に従事し、同庁刑事局調査官、兵庫県警察本部警務部長、警察大学校刑事教養部長、長官官房審議官（国際担当）などを経て、2020年10月より栃木県警察本部長。
2016年8月内閣官房内閣参事官、2020年1月警察大学校国際警察センター所長兼警察庁長官官房審議官（国際担当）、2020年10月栃木県警察本部長。2022年8月警察共済組合事務局長。2024年11月、埼玉県警察本部長。